# Microtatorchis paife
Microtatorchis paife là một loài thực vật có hoa trong họ Lan. Loài này được (Drake) Garay mô tả khoa học đầu tiên năm 1972.